# Connor Zary
Connor Zary, född 25 september 2001 i Saskatoon i Saskatchewan, är en kanadensisk professionell ishockeyforward som är kontrakterad till Calgary Flames i National Hockey League (NHL) och spelar för Calgary Wranglers i American Hockey League (AHL).
Han har tidigare spelat för Stockton Heat i AHL och Kamloops Blazers i Western Hockey League (WHL).
Zary draftades av Calgary Flames i första rundan i 2020 års draft som 24:e spelare totalt.

## Statistik
| 2014–2015  | Saskatoon Bandits  | SAAHL      | 29  | 22 | 16  | 38  | 46  | 2  | 2 | 1 | 3  | 0 |
| 2015–2016  | Saskatoon Outlaws  | SAAHL      | 30  | 44 | 37  | 81  | 78  | 5  | 6 | 5 | 11 | 2 |
|            | Saskatoon Contacts | SMAAAHL    | 7   | 2  | 0   | 2   | 6   | —  | — | — | —  | — |
| 2016–2017  | Saskatoon Contacts | SMAAAHL    | 36  | 27 | 18  | 45  | 48  | 4  | 2 | 0 | 2  | 0 |
| 2017–2018  | Kamloops Blazers   | WHL        | 68  | 11 | 18  | 29  | 26  | —  | — | — | —  | — |
| 2018–2019  | Kamloops Blazers   | WHL        | 63  | 24 | 43  | 67  | 55  | 4  | 3 | 1 | 4  | 6 |
| 2019–2020  | Kamloops Blazers   | WHL        | 57  | 38 | 48  | 86  | 51  | —  | — | — | —  | — |
| 2020–2021  | Stockton Heat      | AHL        | 9   | 3  | 4   | 7   | 4   | —  | — | — | —  | — |
|            | Kamloops Blazers   | WHL        | 15  | 6  | 18  | 24  | 35  | —  | — | — | —  | — |
| 2021–2022  | Stockton Heat      | AHL        | 53  | 13 | 12  | 25  | 36  | 13 | 1 | 1 | 2  | 4 |
| 2022–2023  | Calgary Wranglers  | AHL        | 72  | 21 | 37  | 58  | 63  | 9  | 1 | 3 | 4  | 4 |
| 2023–2024  | Calgary Flames     | NHL        | 1   | 1  | 0   | 1   | 2   | —  | — | — | —  | — |
|            | Calgary Wranglers  | AHL        | 6   | 1  | 9   | 10  | 2   | —  | — | — | —  | — |
| NHL totalt | NHL totalt         | NHL totalt | 1   | 1  | 0   | 1   | 2   | —  | — | — | —  | — |
| AHL totalt | AHL totalt         | AHL totalt | 140 | 38 | 62  | 100 | 105 | 22 | 2 | 4 | 6  | 8 |
| WHL totalt | WHL totalt         | WHL totalt | 203 | 79 | 127 | 206 | 167 | 4  | 3 | 1 | 4  | 6 |

### Internationellt
| Källa: Uppdaterad: 2023-11-02 | Källa: Uppdaterad: 2023-11-02 | Källa: Uppdaterad: 2023-11-02 |         | Utv = Utvisningsminuter | Utv = Utvisningsminuter | Utv = Utvisningsminuter | Utv = Utvisningsminuter | Utv = Utvisningsminuter |
| År                            | Lag                           | Mästerskap                    | Matcher | Mål                     | Assists                 | Poäng                   | Utv                     |                         |
| ----------------------------- | ----------------------------- | ----------------------------- | ------- | ----------------------- | ----------------------- | ----------------------- | ----------------------- | ----------------------- |
| 2019                          | Kanada                        | U18-VM                        | 7       | 4                       | 3                       | 7                       | 6                       |                         |
| 2021                          | Kanada                        | JVM                           | 7       | 0                       | 2                       | 2                       | 2                       |                         |
| Junior totalt                 | Junior totalt                 | Junior totalt                 | 14      | 4                       | 5                       | 9                       | 8                       |                         |